# 1926 en combiné nordique
| Années du combiné nordique : 1923 - 1924 - 1925 - 1926 - 1927 - 1928 - 1929    |
| Décennies du combiné nordique : 1890 - 1900 - 1910 - 1920 - 1930 - 1940 - 1950 |

Cette page reprend les résultats de combiné nordique de l'année 1926.

## Festival de ski d'Holmenkollen
L'édition 1926 du festival de ski d'Holmenkollen fut remportée par le norvégien Johan Grøttumsbråten
devant ses compatriotes Hagbart Haakonsen et Thorleif Haug, champion olympique.

## Jeux du ski de Lahti
L'épreuve de combiné des Jeux du ski de Lahti 1926 fut remportée par un triplé norvégien : Johan Grøttumsbråten, Thorleif Haug et Einar Landvik. Pour la première fois des non-finlandais montaient sur un podium d'une épreuve de combiné de ces Jeux.

## Championnat du monde
Le championnat du monde eut lieu à Lahti, en Finlande, durant les Jeux du ski de Lahti.
L'épreuve de combiné fut remportée par le norvégien Johan Grøttumsbråten, suivi par ses compatriotes Thorleif Haug et Einar Landvik.

## Championnats nationaux

### Championnat d'Allemagne
Le championnat d'Allemagne de combiné nordique 1926 fut organisé en Autriche, à Sankt Anton am Arlberg. Il fut remporté par Martin Neuner devant Karl Neuner.

### Championnat de Finlande
Le championnat de Finlande 1925 fut, comme l'année précédente, Toivo Nykänen.

### Championnat de France
Les résultats
du championnat de France 1926, organisé à Pontarlier, manquent.

### Championnat d'Italie
Le championnat d'Italie 1925 fut remporté, comme les deux années précédentes, par Luigi Faure.

### Championnat de Norvège
Le championnat de Norvège 1926 se déroula à Drammen, sur le Konnerudkollen.
Le vainqueur fut Johan Grøttumsbråten, suivi par Ole Stenen et Thorleif Haug.

### Championnat de Pologne
Le championnat de Pologne 1926 fut remporté, comme en 1922 et 1923, par Andrzej Krzeptowski, du club SNPTT Zakopane.

### Championnat de Suède
Le championnat de Suède 1926 a distingué Sven Johansson, du club Luleå SK. L'épreuve par équipes désignait le club champion ; ce fut, comme l'année précédente, le Djurgårdens IF.

### Championnat de Suisse
Le championnat de Suisse de ski 1926 a eu lieu à Wengen.
Le champion 1926 fut Sepp Schmid, d'Adelboden.